# 평의회 공화국
평의회 공화국(독일어: räterepublik 레테레푸블리크[*], 러시아어: Сове́тских Респу́блик 소베츠키 레스푸블리크[*], 영어: Council Republic)은 공산주의 국가를 견인하는 주축인 노동자-농민의 의사를 대변하는 평의회(러시아어로 소비에트)에 의해 통치되는 공화국이다.
역사상 많은 평의회 공화국이 존재했다. 그 중 대부분이 소련을 구성하는 공화국들이었다. 평의회 공화국들은 거의 대부분 단명하거나(바이에른 평의회 공화국, 헝가리 평의회 공화국), 공산당 관료제가 평의회를 압도하여 평의회가 유명무실해지는(소련) 운명을 맞았다.

## 같이 보기
- 평의회민주주의
- 인민공화국
- 공산주의 국가